# Ericeia dysmorpha
Ericeia dysmorpha är en fjärilsart som beskrevs av Louis Beethoven Prout 1929. Ericeia dysmorpha ingår i släktet Ericeia och familjen nattflyn. Inga underarter finns listade i Catalogue of Life.